# اوربه بیکینی
اوربه بیکینی (انگلیسی: Urbe Bikini(UB)) یک مجله ماهانه مردانه در ونزوئلا است، مجله ماهانه مردان که جاذبه اصلی آن، عکس هایی از مدل های زیبا و سکسی و بازیگران زن ونزوئلا است. از سپتامبر ۲۰۱۴ UB نیز به عنوان یک صفحه وب تعریف شده، که در پروتکل چندرسانه ای El Estímulo ثبت شده است. علاوه بر زیبارویان ونزوئلایی در بیکینی یا لباس زیر، UB متخصص در محتوای سرمقاله در رابطه جنسی، فرهنگ شهری، فناوری و موضوعات دیگر برای مردان بین ۱۸ و ۴۵ سال است.